# Florianowo (Cuyavia y Pomerania)
Florianowo [pronunciación en polaco: /flɔrjaˈnɔvɔ/] es un pueblo en el distrito administrativo de Gmina Lubraniec, dentro del distrito de Włocławek, voivodato de Cuyavia y Pomerania, en el norte de Polonia. Se encuentra aproximadamente 9 kilómetros al este de Lubraniec, 16 kilómetros al sudoeste de Włocławek, y 62 kilómetros al sur de Toruń.
El pueblo tiene una población de 110 habitantes.